# Viaduc du Val-Saint-Léger
Le viaduc du Val-Saint-Léger est un viaduc ferroviaire franchissant le val Saint-Léger sur une longueur de 310,83 mètres, y compris les culées, à Saint-Germain-en-Laye. C'est un ouvrage d'art de la ligne de la grande ceinture de Paris qui sera emprunté par la future ligne 13 du tramway d'Île-de-France.

## Histoire

### Premier ouvrage
L'ouvrage a été construit entre 1877 et 1880 par la compagnie du chemin de fer de Grande-ceinture de Paris. C'est un viaduc à tablier métallique, construit pour franchir le val Saint-Léger, près de Saint-Germain-en-Laye, sur le tronçon de ligne de chemin de fer entre Versailles et Poissy. La mauvaise qualité du terrain a conduit les concepteurs à un ouvrage métallique en poutres treillis appuyé sur trois piles et deux culées, d'une longueur totale de 310,95 m comprenant un tablier métallique de 257,83 m de long décomposé en deux travées de rive de 57,665 m et deux travées intermédiaires de 71,25 m de portée.
L'exécution des trois piles a été confiée à l'entreprise d'Hildevert Hersent dans un marché à forfait signé le 23 mars 1878. Les fondations devaient être faites à l'aide d'un caisson métallique descendu à la cote 30 m, en moyenne, sur le banc de craie, avec ou sans emploi d'air comprimé. La mauvaise qualité des terrains a été la cause de plusieurs incidents au cours de la réalisation. Les travaux commencés le 8 juin 1878 ont été terminés le 5 juin 1879. La dépense totale a été de 432 494,61 francs, soit un coût de 4 845 francs par mètre linéaire de fondation.
Les parties apparentes des appuis du viaduc ont coûté 203 262,14 francs.

La pile no 1 a une hauteur de 12,21 m. Elle a été commencée le 23 mars 1879 et exécutée en 30 jours.

La pile no 2 a une hauteur de 20,21 m. Elle a été commencée le 25 février 1879 et exécutée en 54 jours.

La pile no 3 a une hauteur de 17,21 m. Elle a été commencée le 9 juin 1879 et terminée le 1er août 1879.

La culée côté Versailles a été commencée le 18 août 1878 et arasée au niveau de la plateforme de montage du tablier le 12 février 1879. Elle n'a pu être terminée qu'après le lancement du tablier, soit le 1er octobre 1880.

La culée côté Poissy a été commencée le 22 juillet 1878, mais son avancement a été perturbé par plusieurs circonstances, dont les pluies importantes et des froids rigoureux. Elle n'a été terminée que le 31 mai 1879.
Le marché du tablier a été passé le 8 mai 1878 à Henri Roussel, constructeur à Paris, pour un montant de 550 843,40 francs, soit une dépense moyenne de 2 136 francs le mètre linéaire de tablier.

Le tablier a été monté sur une plateforme de 100 m de longueur située à l'arrière de la culée côté Versailles arasée à 6,50 m au-dessous du niveau futur de la voie ferrée. Le lançage du tablier à partir de la culée côté Versailles a été fait avec l'aide d'un avant-bec de 7 m de long. Le lançage a été fait travée par travée. Pendant les phases de lançage, le tablier était placé sur des chaises à galets de roulement. Certaines irrégularités des semelles de roulement ont conduit à des difficultés qui ont ralenti l'avancement du tablier. Le lançage qui a été commencé en mars 1879, n'a été terminé qu'en février 1880.

Le couronnement des piles et de la culée côté Versailles en pierre d'Euville, d'une hauteur totale de 0,80 m, a été réalisé après le lançage du tablier.
La dépense totale de construction du viaduc a été de 1 251 934,26 francs.

### Reconstruction après la Seconde Guerre mondiale
L'ouvrage n'a pas eu trop à souffrir des bombardements de 1940. Il a par contre été entièrement détruit par les bombardements alliés de 1944. Les piles ont été sectionnées, ce qui entraîna la chute du tablier qui s'est cassé en cinq morceaux. Les travaux de relevage et de réparations ont été confiés aux établissements Daydé. Commencés en 1946, ils ont été terminés en janvier 1947. Environ la moitié du tablier a été refait, l'autre partie provient de l'ancien tablier.
Cependant, l'état des tabliers récupérés ne permet pas le croisement de deux trains sur le viaduc. La SNCF a alors choisi l'interpénétration  des gabarits avec une voie à quatre rails, deux pour chaque sens.

### Changement du tablier
La remise en état de la section dite « Grande ceinture Ouest » a conduit RFF à prévoir le changement de tablier en 2002-2003 en conservant les appuis en modifiant les chevêtres et les appareils d'appui. La maîtrise d'œuvre et la conception ont été assurées par le bureau d'études PX-DAM. Les travaux ont été confiés aux entreprises Razel et demathieu & bard pour le génie civil et l'entreprise Richard-Ducros pour la charpente métallique.
À partir de 2022, c'est la ligne 13 du tramway d'Île-de-France qui empruntera l'ouvrage.